# 達淳一
達 淳一（だて じゅんいち、1982年4月6日 - ）は、大阪府岸和田市出身の俳優、気象予報士。ELEVER 及びウェザーマップ所属。本名同じ。身長167cm、血液型AB型。

## 経歴・人物
- 大阪府立和泉高等学校卒業
- 大阪経済大学卒業
- 2003年、ブルースプラッシュに所属。
- 2010年、マドモアゼルに移籍。
- 2016年、ELEVER に所属。
- 岸和田だんじり祭の鳴物責任者を務める。
- 幼少の頃、お花・お茶を教わる。
- ドライブが好きで大学時代には日本各地を車で回った。
- 大学時代の2002年にサンフランシスコに一か月、1人で自分探しの旅に出たが英語は話せない。
- 2010年、気象予報士試験に合格。
- 2012年から、障害者の殺陣チーム「101」の指導・プロデュースも行っている。

特技
殺陣・アクション・乗馬（和乗り・ブリティッシュ）・流鏑馬
趣味
料理・DIY・城(日本城郭検定2級)・釣り（釣った魚も下ろす）・金魚・お花・お茶
資格
気象予報士・防災士・熱中症アドバイザー・管工事施工管理技士・電気工事士・二級船舶・剣道三段・空手初段・普通自動車・自動二輪

## 出演

### ドラマ
- NHK 大河ドラマ
  - 『花燃ゆ』 第35回 - 山田顕義 役
  - 『軍師官兵衛』 第2回・第3回 - 浦上清宗 役
  - 『平清盛』 第19回
- NHK 連続テレビ小説
  - 『おかえりモネ』 47話、66話回　久原太志役（「ニュースナイトJ」のキャスター）
  - 『カーネーション』 第129回 -
- NHK 土曜ドラマ『トットてれび』 第2回
- NHK FM FMシアター『世界から猫が消えたなら』 - 医者 役
- テレビ朝日『やすらぎの刻〜道』#94,95
- テレビ東京/BSジャパン『明日をあきらめない・・・がれきの中の新聞社〜河北新報のいちばん長い日〜』
- 読売テレビ 「はれのひシンデレラ」 2024年
- 毎日放送/TBS系列 ドラマ30『ナツコイ』

レギュラー出演中
- 読売テレビ「す・またん！」2022年〜現在

　　月〜金＝気象予報士　「す・またん！村」開拓中

### 気象予報士
- TBSテレビ『絶景!日本列島初日の出LIVE2022』(2022年1月1日)
- TBSテレビ『森田さんと見る 新しいニッポンの初日の出』(2021年1月1日)
  - 『令和も見せます！森田さんのニッポンの初日の出』(2017年1月1日/2020年1月1日)
  - 『Nスタ』・『NEWS23』
- フジテレビジョン『全力!脱力タイムズ』2020年
- MXテレビ「激論！サンデーCROSS」
- NHK『あさイチ』（2015年12月24日、2016年1月21日・4月26日）
- 朝日放送『Aさんの話し』

レギュラー
- TBSテレビ『ひるおび!』内JNNニュース・『TBS NEWS』
- TBS NEWS『ウェイクアップニュース』・『ニュースバードワイド』・『イブニングニュース』
- 読売テレビ『朝生ワイド す・またん』（全曜日、2022年3月28日 - ）
  - 時々、リポーターとして出演することもある他、不定期企画「す・またん村開拓」コーナーを担当。

### テレビ
総合司会
- テレビ岸和田『DONちち!』（2013年5月17日 - 2018年3月30日）

リポーター
- BS朝日『宇賀なつみの　そこ教えて！〜霞ヶ関情報チェック〜』政府広報番組（2020年4月 - 2021年3月）

スポット
- NHK 「ピョンチャン五輪サイトの使い方」・『安心ラジオ』・NHKプレマップ』・『らじる★らじる』

その他
- NHK Eテレ『バリバラ』・『大!天才てれびくん』
- tvk『ファイト!川崎フロンターレ』

### 映画
- 『10万分の1(映画)』（三木康一郎監督）
- 『関ヶ原』（原田眞人監督）
- 『望郷の鐘』（山田火砂子監督） - 袖山金治 役
- 『審理』 - 被害者・山川尚忠 役
- 『犬とあなたの物語〜いぬのえいが バニラのかけら』
- 『パッチギ! LOVE&PEACE』

### 舞台
- 90minロックライブミュージカル「The change55」
- 2019年5月「幻山の龍ヶ石」

### ラジオ
- TOKYOFM「Blue Ocean」2019年5月1日「令和初日レポート」,2013年・2014年・2017年・2019年「お正月レポート」
- FMシアター ラジオドラマ「世界から猫が消えたなら」（2013年7月20日、NHK-FM） - 医者 役[1]

レギュラー
- TOKYOFM『metro pop』・『ENTERMAX』（不定期）
- かわさきFM『かわさきDOWNSTREAM』『かわさきUPSTREAM』『サンデー元気ワイド!』『かわさき元気ワイド!』『フレッシュモーニングかわさき』
- かつしかFM『かつしかSUNSUNワイド!』『サンデースポーツインフォメーション』『かつしかナイト!』『ラジオ掲示板』

### 司会
- 成人式「川崎市成人の日を祝うつどい」（2018年 - 2024年）

### 脚本・演出・技斗
〜舞台〜
- 「つながる空」2024年　読売テレビ10hall・2023年 目黒区センターホール
- 時代劇「涙音」　2019年 中目黒GTプラザ
- 時代劇「同心円惹句〜Do think and jack...〜」・「藩華町花」

〜　出演：101（ワンオーワン）障がい者だけの殺陣チーム　〜

### 脚本・演出
〜ライブ〜
- 「DATEとライブ〜達淳一と素敵な仲間たち〜」ゲスト:ジェームス小野田・ジョプリン得能・つちやかおり/浪切ホール岸和田

〜ラジオドラマ〜
- 「つながる空」「空間の隣人」「オフィス・ラフ」「やさしい洋食屋」「いつかのそのひのために」他多数

### 雑誌
- 女性セブン『必見！ワイルドすぎるお天気お兄さん〜』 2021.5.7

### 講演
- 「相身互」QOLサポート研究会
- 「チャレンジする事の楽しさ、難しさ〜特技のあるなし、障がいのあるなし〜」日本福祉教育研究所設立

### PV
- 川崎フロンターレ
  - 「席ツメの啓発」 - 2013年ホーム戦時、等々力陸上競技場オーロラビジョンにて放映
  - 感染予防PV「情熱！スタジアム」 - ホーム戦等々力陸上競技場オーロラビジョンにて放映
- nobodyknows+『アンダーレイン』

### ナレーション
- 川崎フロンターレ「「席ツメの啓発」 - 2013年ホーム戦時、等々力陸上競技場オーロラビジョンにて放映
- Music Japan TV『A☆RINA SHOW』
- 愛内里菜“バレンタインライヴ”

### MC
- 川崎フロンターレ「席ツメパフォーマンス」 - ホーム戦時、等々力陸上競技場にて開催
- 川崎フロンターレ「太田道灌×夢見ヶ崎伝説」（脚本：達淳一） ※川崎市内の小学校にて
- 「JAF×FM OSAKA 〜KIDUNA PROJECT 2013-2014〜 合唱コンクール」（2013年10月20日）
- 「トート・アズ・キャンバス-ROOTOTEチャリティーイベント」（2011年4月）
- 「ダイスケ」LIVE
- 「カラーボトル」LIVE
- 「アムラックス」20周年記念イベント “aMLAX × タツノコプロ”
- 「次世代ワールドホビーフェア」2009.Summer
- 「八景島シーパラダイス」GWイベント
- 「環境省」ぜんそく児水泳記録会（東京&大阪）
- 「高木ブー」&ニューハロナ
- 「TOKYOシーフードショー」

### BOOK
- 「福祉ニュース・障害福祉篇〜ちょっといい話、対談篇〜」（2013年11月号）
- 「SUPPORT〜であい〜」（2012年12月号、財団法人日本知的障害者福祉協会発行）
- 「るるぶ」川崎市（2010年12月10日発売）
- 「多摩人」〜今月のパーソナリティー〜（2010年春号）
- 「パッチギ! LOVE&PEACE」〜ANOTHER STORY〜

### CM
- リコー
- アートネイチャー
- キャロッセ「CUSCO」
- 発芽玄米こんにゃく
- 富士フイルム　など